# Kenyentulus ciliciocalyci
Kenyentulus ciliciocalyci är en urinsektsart som beskrevs av Yin 1987. Kenyentulus ciliciocalyci ingår i släktet Kenyentulus och familjen lönntrevfotingar. Inga underarter finns listade i Catalogue of Life.